# Bassillon-Vauzé
Bassillon-Vauzé é uma comuna francesa na região administrativa da Nova Aquitânia, no departamento dos Pirenéus Atlânticos. Estende-se por uma área de 5,07 km². Em 2010 a comuna tinha 66 habitantes (densidade: 13 hab./km²).